# علم جنوب السودان
اعتمد علم جنوب السودان عقب توقيع اتفاق السلام الشامل الذي أنهى الحرب الأهلية السودانية الثانية. قد كان علم الحركة الشعبية لتحرير السودان. علم جنوب السودان أقدم من الدولة نفسها، حيث تم تبني العلم في عام 2005، بينما استقلت الدولة في عام 2011.

## التاريخ
عندما نال السودان استقلاله عن بريطانيا في عام 1956، لم يكن لدى الأغلبية المسيحية في جنوب البلاد أي رموز إقليمية. قبل الاستقلال، كانت الحكومة البريطانية قد رتبت لرموز محلية للأقاليم في السودان، لكن الحكومة الجديدة عارضت استخدام هذه الرموز.
خاض السودانيون الجنوبيون حربًا أهلية من أجل الحصول على الاستقلال أعقبها اتفاق سلام في 2005 اشتمل على استفتاء للاستقلال. حصل الاستفتاء على تأييد ساحق، واستقل جنوب السودان رسميًا عن شمال السودان في 9 يوليو 2011. وفي التسعينيات، أثناء صراعهم مع السودانيين الشماليين، وضع السودانيون الجنوبيون علماً ثلاثي الألوان تشبه ألوانه ألوان علم كينيا، أصبح فيما بعد العلم الوطني الجديد لجنوب السودان.

## الرمزية
تدل ألوان العلم على ما يلي:
- الأسود: يمثل شعب جنوب السودان.
- الأحمر: الدم الذي أريق من أجل استقلال الوطن.
- الأخضر: يمثل الثروة الزراعية والطبيعية والتقدم في البلاد
- الأبيض: يمثل السلام الذي تحقق في جنوب السودان بعد سنوات عديدة من النضال من أجل التحرير.
- الأزرق: يمثل مياه نهر النيل مصدر الحياة للبلاد.
- الأصفر: يمثل الوحدة والأمل والعزيمة.

علم جنوب السودان الرئاسي

## الأعلام التاريخية

### جنوب السودان كجزء من السودان الأنجلو-مصري

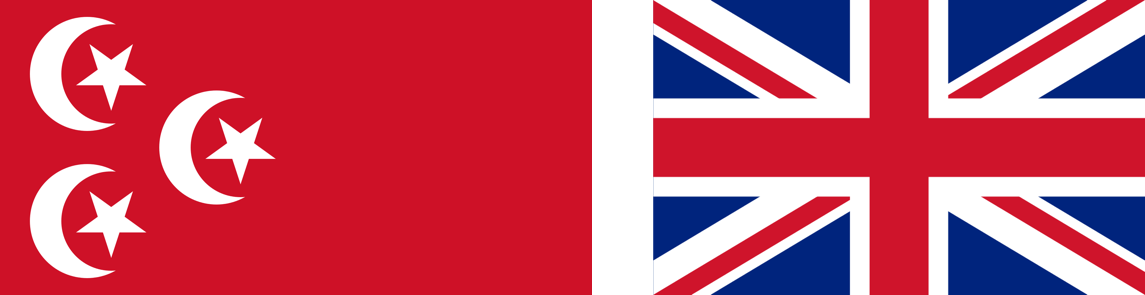
علم السودان الإنجليزي المصري (1914-1922)
علم السودان الإنجليزي المصري (1922-1956)
علم الحاكم العام البريطاني
علم قوة الدفاع السودانية (1925–1956)
علم السودان المؤقت المستخدم خلال مؤتمر باندونغ (أبريل 1955).[10]

### جنوب السودان كجزء من جمهورية السودان

العلم السوداني المستخدم في جنوب السودان (1956-1970)
العلم السوداني المستخدم في جنوب السودان (1970-2011)
العلم الإقليمي لمنطقة الحكم الذاتي (2005-2011)

### جنوب السودان كدولة مستقلة

علم جمهورية جنوب السودان (2011–2023، قبل تغيير اللون الأزرق الكوبالتي إلى أزرق سماوي)